# Tarawera
Tarawera és un volcà situat a l'Illa del Nord de Nova Zelanda. Té una altitud màxima de 1.111 metres.
La seva darrera erupció va tenir lloc el 10 de juny de 1886 i hi van morir 129 persones. La lava va cobrir uns 30 km², va formar nous llacs i va arrasar completament la vegetació. Els recomptes de plantes fets l'any 1872 i les posteriors visites periòdiques dels botànics fins als moments actuals, han permès estudiar amb detall els processos de successió vegetal, després d'una pertorbació ambiental d'aquest tipus.